# Typ 69 (Panzer)
Der Typ 69 (alternative Bezeichnung WZ121) ist ein in der Volksrepublik China hergestellter Kampfpanzer, der in den 1960er-Jahren aus dem Panzermodell Type 59 entwickelt wurde und sich in den 2010er-Jahren noch in erheblichem Maße im Dienst diverser Streitkräfte befindet.

## Entwicklungsgeschichte
Die erste Kampfpanzereigenentwicklung der Volksbefreiungsarmee war der Type 59, eine Lizenzfertigung des sowjetischen T-54A. Der Panzer wurde von Norinco in der Fabrik 617 in Baotou, Innere Mongolei, gebaut. Die Fabrik wurde mit sowjetischer Unterstützung als Teil des Abkommens im Rahmen des chinesisch-sowjetischen Vertrags über Freundschaft, Allianz und gegenseitige Hilfe aus dem Jahr 1950 gebaut. Seitdem hat sich das Unternehmen zum wichtigsten chinesischen Hersteller von Militärausrüstung entwickelt.
Die Fabrik 617 begann im Jahr 1963 mit der Entwicklung eines Nachfolgers für den Typ 59, machte aber zunächst wenig Fortschritte, da technische Schwierigkeiten und Störungen durch die Kulturrevolution Ende der 1960er-Jahre verursacht wurden. Chinesische Ingenieure hatten zudem die Möglichkeit, das damals modernste Panzermodell der Sowjetunion, den T-62, zu untersuchen, der während des bewaffneten Konfliktes zwischen den chinesischen und sowjetischen Streitkräften im März 1969 auf einer Insel im Fluss Ussuri übernommen werden konnte. Diverse Komponenten des T-62 einschließlich der Nachtsichttechnik wurden nachgebaut und in den Typ 69 integriert. Schließlich erfolgte die Serienfertigung in den 1970er-Jahren.
Als sich die Beziehungen zwischen der VR China und dem „Westen“ in den 1980er-Jahren zunehmend verbesserten, erhielt Norinco die Möglichkeit, westliche Panzertechnologie in den Typ 69 einfließen zu lassen. Ein chinesisch-britisches Kooperationsprojekt führte zur Einführung des Typ 69-III, der später die Bezeichnung Typ 79 erhielt. Der Typ 79 war mit einer Kopie der britischen 105-mm-Kanone L7 und einem Feuerleitsystem von Marconi Electronic Systems ausgestattet. Der Typ 79 wurde exportiert und in den 1980er-Jahren in die Volksbefreiungsarmee übernommen.

## Versionen und Varianten
Chinesische Versionen
- Typ 69: Prototyp, basierend auf der Wanne des Typ 59. Der Antrieb erfolgt durch einen 580-PS-Dieselmotor, die Hauptbewaffnung ist eine 100-mm-Glattrohrkanone. Des Weiteren ist der Prototyp mit einem IR-Scheinwerfer und einem Laser-Entfernungsmesser ausgestattet.
- Typ 69-I: Prototyp, bei dem Technologien des erbeuteten sowjetischen T-62-Kampfpanzers eingeflossen sind.
- Typ 69-IIA: Die Hauptbewaffnung besteht aus einer 100-mm-Glattrohrkanone mit einer verbesserten Feuerleitanlage und moderneren optischen Systemen.
- Typ 69-IIB/C: Führungspanzer mit umfangreicherer Funkausstattung und Feldtelefon.
- Typ 653: Bergepanzer mit Kran und Räumschild.
- Typ 69-III, Typ 79 oder WZ-121D: Ein verbesserter Typ 69-II mit westlicher Technik, die noch vor dem Tian’anmen-Massaker und im Zuge der Westöffnung der VR China bezogen werden konnte. In der Volksbefreiungsarmee wurde ausschließlich die Bezeichnung Typ 79 verwendet. Im Jahr 1981 wurde der erste Prototyp gemäß der Spezifikationen des Typ 69-III modifiziert, zwei Prototypen wurden 1983 gebaut. Der Typ 79 ging 1984 in Serienproduktion und wurde 1984 bei der Parade zum 35-jährigen Jubiläum der VR China öffentlich gezeigt.[3] Die insgesamt verbesserte Ausstattung umfasst zusätzliche Reaktivpanzerkacheln.
- GCZ-110: Pionierpanzer aus den 1990er-Jahren, dessen Wanne vom Typ 79 entstammt, aber das Fahrwerk vom moderneren Kampfpanzer Type 96 übernommen wurde.[4]
- GSL-130 oder WZ763: Minenräumpanzer mit speziellem Räumgeschirr und raketengetrieben Minenräumschnüren ausgestattet.[5]

Irakische Versionen
- Type 69-QM: Diese irakische Version leitet sich aus dem Type 69-II ab und wurde von 1986 bis 1988 produziert und trug in der irakischen Armee die Bezeichnung T-55B. Die Panzerung wurde an einigen Stellen verstärkt, die Bewaffnung besteht aus einer 100-mm-Kanone und zusätzlich bei einigen Fahrzeugen aus einem 60-mm-Mörser.
- Type 69-QM1: Ein Type 69-II, der mit einer 105-mm-Kanone (NATO-Standard) und einem Laserentfernungsmesser ausgestattet war. Produziert wurde diese Version von 1984 bis 1988.
- Type 69-QM2: Ein Type 69-II, der mit einer 125-mm-Kanone (L80, Standard des Warschauer Paktes) und einem Laserentfernungsmesser ausgestattet war. Produziert wurde diese Version von 1986 bis 1991.

Bangladeschische Version
- Type 69-IIG: Die Hauptwaffe stellt die 105-mm-Zugrohrkanone Type-83A dar, welche eine Kopie der Royal Ordnance L7 ist. Weitere Verbesserungen sind eine verbesserte Feuerleitanlage, ein halbautomatischer Lademechanismus und Reaktivpanzerplatten aus chinesischer Produktion sowie ein leistungsstärkerer Dieselmotor (850 PS).

## Nutzer

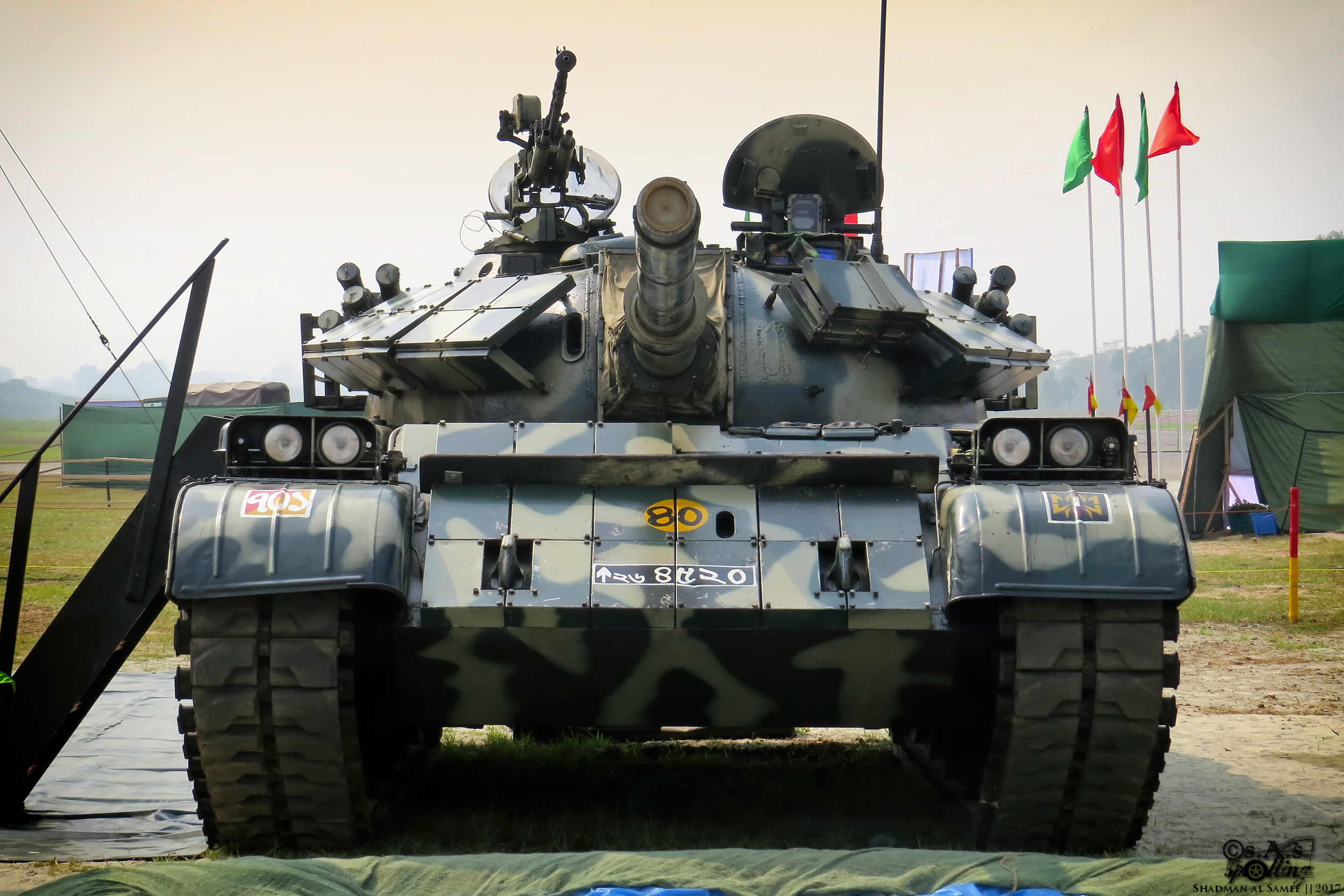
Bangladeschischer Typ 69 IIG mit Reaktivpanzerung

- Volksrepublik China: Sämtliche Versionen und Varianten in Verwendung.
- Bangladesch: 100 Kampfpanzer der Typen Typ 69I und Typ 69II und Typ 69IIG in den 1990er-Jahren erhalten.[6]
- Iran: 500 Exemplare Typ 69II in den 1980er-Jahren erhalten.[6]
- Irak: 1500 Typ 69I und Typ 69II in den 1980er-Jahren erhalten und diverse eigene Versionen gebaut, wie Type 69QM. Im größeren Maße zuletzt in der Schlacht um Nasiriya im Jahr 2003 eingesetzt.[6]
- Myanmar: 80 Typ 69I und Typ 69II in den 1990er-Jahren erhalten.[6]
- Pakistan: 250 Typ 69I und Typ 69II sowie die Versionen Typ 69IIP und Typ 69IIMP seit den 1990er-Jahren zugekauft.[6]
- Sri Lanka: 20 Panzer im Einsatz.[7]
- Thailand: Insgesamt 59 Typ 69II von 1987 bis 1989 erhalten. Die heimische Bezeichnung lautet Type 30.[6]
- Simbabwe: Zehn Typ 69II in den 1980er-Jahren erhalten.[6]